# マージョリー・スティーブンソン
マージョリー・スティーブンソン（Marjory Stephenson、1885年1月24日 - 1948年12月12日）は、イギリスの生化学者である。微生物の代謝の研究を行い、化学微生物学の建設者と呼ばれる。1945年にキャスリーン・ロンズデールとともに女性として、初めて王立協会のフェローに選ばれた。
ケンブリッジシャー州のバーウェルに生まれた。医学を目指したが、資金難で断念し、教師になった後、1911年にユニヴァーシティ・カレッジ・ロンドンで脂肪の代謝の研究を始めた。第一次世界大戦中はフランスで栄養士、看護士として働き、その功績により1918年に大英帝国勲章メンバー（MBE）を受勲した。1919年からケンブリッジ大学を生化学の研究の中心に育てたフレデリック・ホプキンズのもとで、微生物の代謝の研究を行った。1929年の著書、『細菌の代謝』 （"Bacterial Metabolism"）は1930年代から、この分野の教科書として評価された。1945年に王立協会のフェローに選ばれた。イギリス微生物学会（Society for General Microbiology）の2代目の会長に任じられた。1953年からイギリス微生物学会は彼女の功績を記念するために、Marjory Stephenson Memorial Lectureを設けた。